# Guerlinguetus brasiliensis ingrami
Guerlinguetus brasiliensis ingrami é uma subespécie de Guerlinguetus brasiliensis de esquilo endêmico do Brasil. Trata-se de uma das 28 espécies do gênero existentes no planeta.

## Etimologia
A palavra Sciurus provém da junção de duas palavras de origem grega: skia, que significa "sombra", e oura, que significa "cauda". Pode-se dizer então que o significado do nome do gênero é "animal que produz uma sombra com sua cauda", ou ainda "animal que senta-se sob a sombra da própria cauda". A denominação popular de serelepe é amplamente utilizada no Brasil, especialmente no Estado do Paraná. Este nome é dado ao animal devido à sua grande agilidade e rapidez ao se deslocar por entre as copas das árvores e pelos troncos. 

## Taxonomia e sistemática
Assim como os outros integrantes da ordem Rodentia, o serelepe trata-se de um mamífero roedor. Encontra-se classificado na família Sciuridae, a família dos esquilos em geral. O gênero Sciurus foi descrito por Linnaeus, em 1758. Já a espécie S. ingrami foi descrita por Thomas, no ano de 1901. 
Na sistemática, encontra-se relacionado à outras espécies pertencentes ao gênero Sciurus, como S. vulgaris que possui distribuição por toda a Europa; S. carolinensis; S. griseus e S. niger.

## Descrição da espécie
A espécie possui pelagem por todo corpo e uma cauda com grande volume de pelos, podendo ter seu comprimento maior que o corpóreo, sendo esse curvado. De cor amarronzada a verde com tons  esbranquiçados em partes inferiores do corpo.  O corpo do Serelepe mede 20 cm de comprimento, sua causa chega a medir 18 totalizando em cerca de 38 cm de comprimento. Quando adulto pode pesar até 300 gramas. 

### Guerlinguetus ingrami
A espécie Guerlinguetus ingrami é uma rara variedade branca do esquilo marrom e sua cor tem por causa uma mutação genética chamada leucismo, que provoca a perda parcial de pigmentação. É comumente chamada como Caxinguelê e encontrada na Escócia e na Inglaterra, mas em 2021 um raro exemplar foi encontrado no Parque Estadual da Pedra Branca, localizado na Zona Oeste da cidade do Rio de Janeiro. 

## Distribuição geográfica e habitat
O serelepe é uma espécie endêmica da América do Sul. Possui distribuição geográfica na porção leste do Brasil, desde o sul do estado da Bahia até o estado do Rio Grande do Sul. Seu habitat é definido em formações florestais como a Floresta Ombrófila Mista (Mata de Araucária) e Floresta Atlântica. A espécie também pode ser encontrada em Goiás, no lado oeste do estado. Já foram relatadas ocorrências do animal em Missiones, na Argentina, ao sul do país.
Geralmente, esses animais ocupam pequenos ninhos construídos por eles com pedaços de madeira e galhos secos e finos de árvores, que são forrados com folhas, musgo, líquenes e cascas de árvores. Nos ninhos, os indivíduos de S. ingrami costumam descansar em momentos nos quais não estão forrageando recursos alimentares. As fêmeas da espécie costumam dar à luz aos seus filhotes no próprio ninho, onde também ocorre a amamentação dos mesmos. Além disso, a espécie costuma utilizar esse local para evitar a ação de predadores e também para se proteger contra eventos climáticos extremos, como ventos fortes, tempestades ou frios intensos.

## Reprodução
Acredita-se que Sciurus ingrami possui dois picos de reprodução. Um dos picos ocorre no verão e o outro no inverno. A espécie realiza um ritual de acasalamento, e o seu comportamento reprodutivo é, de modo geral, semelhante ao de outros esquilos. Os animais da espécie são poligâmicos, ou seja, possuem diversos parceiros sexuais ao longo da vida. Não formam pares fixos em épocas reprodutivas. Diferente das fêmeas, os machos costumam se dispersar até longas distâncias durante o período de reprodução, em busca de parceiras. As fêmeas, por sua vez, tendem a se estabelecer em áreas com maior oferta de alimento. Deste modo, conseguem restabelecer a energia gasta nas lactações anteriores. O faro é muito importante para a reprodução de S. ingrami, que utiliza deste sentido para farejar e explorar o meio onde ocupa, em busca de parceiros .
 
A disponibilidade de alimentos afeta significativamente no sucesso da ninhada. As fêmeas costumam se deslocar minimamente para longe da prole em busca de recursos. Possuem também o hábito de construir ninhos perto de fontes de alimentos, a fim de facilitar a amamentação dos filhotes; esse hábito resulta em um menor deslocamento em busca de recursos, e consequentemente, menor gasto energético; assim, a fêmea consegue passar mais tempo com a prole.  Seus ninhos são, geralmente, construídos em copas de árvores vivas, onde os galhos auxiliam na proteção. A altura da copa das árvores é crucial para que os indivíduos construam os seus ninhos. Também podem nidificar sobre troncos de árvores. A espécie possui um período gestacional que varia de 38 a 45 dias. O filhote tende a abrir os olhos até aproximadamente 30 dias após o nascimento.

## Comportamento
Os comportamentos observados na espécie Sciurus ingrami in situ e ex situ no cotidiano são tecnicamente iguais; entretanto, alguns comportamentos são observados apenas ex situ. Nos comportamentos referentes à manutenção dos indivíduos, foi observado o comportamento de se coçar. Para sua limpeza, o serelepe coça seu corpo de diversas maneiras, como por exemplo, entre as axilas com o uso da pata posterior. Para alcançar a cabeça, a espécie apoia as duas patas anteriores no solo ou substrato, enquanto utiliza uma das patas posteriores para se coçar, atingindo a orelha e a nuca. Quando coça as costas e a cauda, possui necessidade de sentar-se para realizar uma torção em direção às suas costas, então realiza o comportamento de mordiscar. Para coçar o focinho, movimenta circularmente as patas anteriores em contato com olhos e o focinho. Comportamentos como coçar são comuns em S. ingrami e outros esquilos; contudo, o comportamento de se espreguiçar foi observado na espécie apenas em cativeiro (ex situ). Acredita-se que esse comportamento é observado apenas em organismos cativos, e se dá pela necessidade de manutenção da elasticidade corpórea e dos comportamentos de locomoção diários. Assim, indivíduos de vida livre podem não possuir este hábito, devido à abundante área disponível para locomoção. 
O comportamento de espreguiçar acontece com o estiramento corpóreo. Pode ocorrer com o animal disposto de cabeça para baixo; suas patas traseiras apoiam-se em galhos horizontais, e a patas anteriores no tronco da árvore, em sentido vertical. O animal se pendura utilizando apenas as patas traseiras no galho e se balança, enquanto estica o corpo. O outro tipo de espreguiçar acontece com o animal sentado. Ele estica todo seu corpo verticalmente, utilizando as patas posteriores como apoio. Outro comportamento observado na espécie é o de marcação. Este ocorre com a deposição de secreção oral-labial nos galhos por onde passam. Além disso, podem urinar em galhos e troncos para marcação territorial. Outro tipo de comportamento de marcação ocorre quando o animal deita-se em um galho, e com a sua face rente ao galho, causa atrito do vegetal com o seu corpo. Com relação aos comportamentos de reprodução, estes podem ser divididos em duas fases: a primeira fase trata-se do comportamento exploratório do indivíduo para com o meio, no qual o macho segue a fêmea. A segunda fase possui o nome de "trilha sexual"; no período de estro ou cio da fêmea, o macho segue seu rastro diretamente pelo faro, onde posteriormente, pelo cheiro, consegue analisar a recepção da fêmea para o coito. Por vezes, o macho tenta realizar a contenção da fêmea. Quando a fêmea consegue escapar, o macho realiza o comportamento de perseguição da mesma.

## Alimentação
Indivíduos de Sciurus ingrami alimentam-se de frutos e sementes, assim como grande parte dos esquilos. Apresentam hábitos alimentares generalistas dentro de seu habitat. Contudo, a dieta da espécie é baseada majoritariamente em frutos e sementes. Existem registros de que estes animais se alimentam de espécies de plantas exóticas, como Pinus, caqui (Diospyrus kaki) e a ameixa-amarela (Eryobotrya japonica). 
Indivíduos de Sciurus ingrami alimentam-se de frutos e sementes, assim como grande parte dos esquilos. Por ser uma espécie de hábitos arborícolas, o serelepe tem como recurso principal da sua dieta frutos provenientes da palmeira Jerivá (Syagrus romanzoffiana). A palmeira Jerivá trata-se de uma heliófita (plantas de pleno sol e que conseguem atingir o nível superior das copas), e é comumente encontrada no litoral do Ceará, mas estende-se até o estado do Rio Grande do Sul. Além da relação alimentícia, o serelepe é considerado como dispersor da semente dessa palmeira. Estudos apontam que além de se alimentar, o animal realiza o armazenamento das sementes, enterrando-as no solo. Outra espécie utilizada na alimentação de S. ingrami é a palmeira Brejaúva (Astrocaryum aculeatissimum). O animal consome os frutos da palmeira, além de promover a dispersão de suas sementes. 

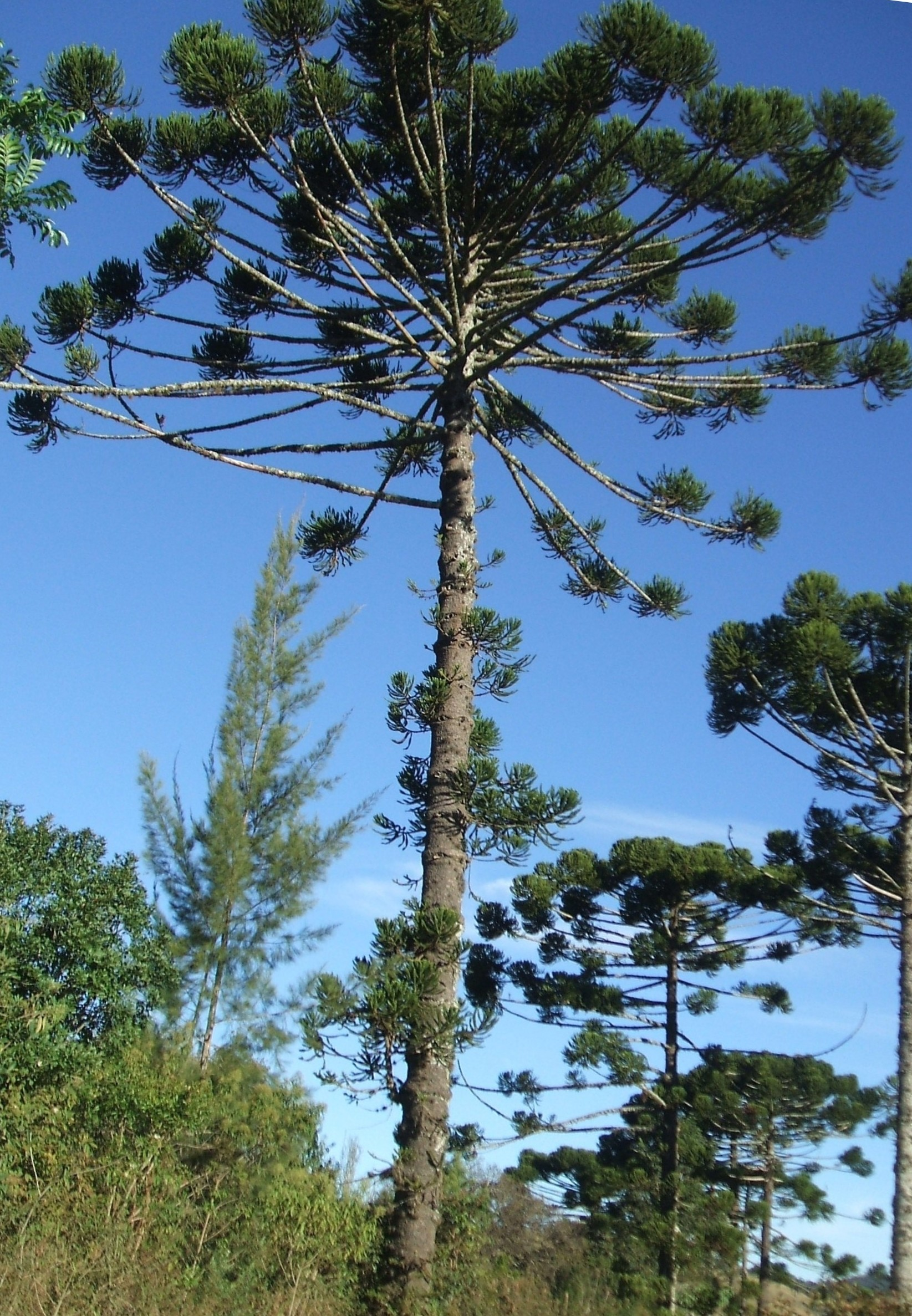
Aracuaria angustifolia, espécie utilizada na alimentação do esquilo

S. ingrami possui preferência por frutos com endocarpo lignificado (região do fruto que protege a semente), como as castanhas. É nesta região da fruta que a semente está localizada, e apresenta composições extremamente nutritivas, ricas em óleos e ácidos graxos. O serelepe é considerado um animal especialista em se alimentar de frutos com sementes duras. 
Embora se tenha pouco estudo quanto à estocagem de alimentos do serelepe, a espécie é considerada como uma importante dispersora de sementes. Outras espécies vegetais estão relacionadas à essa dispersão, como Dalechampia pentaphylla e Dicella manzoffiana. A estocagem das sementes é prioritariamente observada durante as épocas de abundância desses recursos. A dispersão de sementes pelo serelepe é crucial para a perpetuação de diversas espécies vegetais.
Estudos apontam que o serelepe é também um importante dispersor de sementes de araucária (Araucaria angustifolia). Os indivíduos enterram as sementes da araucária e, na maioria das vezes, não as recupera. A araucária encontra-se ameaçada de extinção pela lista da União Internacional para a Conservação da Natureza (IUCN). Sendo assim, a dispersão realizada por S. ingrami é de extrema importância para o estabelecimento desta espécie vegetal, bem como para a manutenção do ecossistema como um todo, visto que a araucária é considerada uma espécie-chave.

## Importância dos estudos
Por ser uma espécie que atua  como dispersora de sementes, os estudos a respeito do serelepe precisam ser contínuos e aprofundados. Mesmo com uma grande quantidade de trabalhos já realizados, as informações sobre o animal encontram-se, muitas vezes, vagas. Um exemplo disso é a ausência da espécie em listas de riscos de extinção que apresentem dados confiáveis a respeito do status de conservação de suas populações. Muitas das pesquisas são realizadas com espécimes vivendo em cativeiro; deste modo, é de extrema importância uma maior avaliação de sua vida em meio selvagem, devido às mudanças comportamentais, alimentares e reprodutivas dos indivíduos in situ e ex situ. Além dos fatores citados, são também necessárias mais informações a respeito da importância em seu nicho ecológico e sua distribuição mundial, a fim de se obter um melhor entendimento das adaptações frente às mudanças climáticas globais, bem como mudanças climáticas específicas (nos locais de ocorrência da espécie).